# Motor PSA EW/DW
El motor PSA EW/DW es una familia de motores de 4 cilindros en línea de gasolina (EW) y diésel (DW) fabricados por el Groupe PSA para su uso en automóviles Peugeot y Citroën. La familia EW/DW se introdujo en 1998 como reemplazo del motor XU.
El EW/DW utiliza muchas partes del XU, especialmente el cigüeñal, pero a diferencia de su antecesor, está construido con materiales más ligeros. El nombre EW ("e" de essence, gasolina en francés) se utiliza para los motores de gasolina y DW ("d" de diésel) para motores diésel.
Todos los EW son de 4 válvulas por cilindro con un desplazamiento de 1749 a 2231 cm³. Se utilizan principalmente para coches familiares y ejecutivos, así como para grandes MPV, aunque el 2.0 L también se utiliza para algunos modelos pequeños como el Peugeot 206, Peugeot 307 y Citroën C4.
El DW comenzó con un diseño SOHC de 2 válvulas por cilindro entre 1968 y 1997 cm³, más tarde recibió cuatro válvulas por cilindro con la introducción de los 2.2 L en 2000 con el Citroën C5 y Peugeot 607 y 406. Las versiones con turbo comenzaron a usar Common-rail y recibieron la designación comercial HDi. 
El DW10 sirvió como base para la asociación del motor Ford / PSA utilizando el common rail de segunda generación y un turbocompresor de geometría variable por primera vez en el diseño de 2.0 L.

## EW (versiones de gasolina)

### EW7
El EW7 tiene una cilindrada de 1749 cm³, con un diámetro de 82,7 mm (3,26 pulgadas) y una carrera de 81,4 mm (3,20 pulgadas).
Debido a la entrada en vigor de la normativa Euro 5, el EW7 se dejó de fabricar en 2011. La versión EW7 J4 tiene una relación de compresión de 10.8:1 con una alimentación vía inyección multipunto y catalizador.
| Versión | Código interno | Distribución     | Potencia máxima                   | Par motor         | Normativa de anticontaminación | Usos                                                     |
| ------- | -------------- | ---------------- | --------------------------------- | ----------------- | ------------------------------ | -------------------------------------------------------- |
| EW7 J4  | 6FZ            | DOHC 16 válvulas | 115 CV (85 kilovatios) @ 5500 rpm | 160 Nm @ 4000 rpm | Euro 3                         | Peugeot 406 Peugeot 407 Citroën C5 Citroën Xsara Picasso |
| EW7 A   | 6FY            | DOHC 16 válvulas | 125 CV (92 kilovatios) @ 6000 rpm | 170 Nm @ 3750 rpm | Euro 4                         | Peugeot 407 Citroën C5                                   |

### EW10
El EW10 tiene una cilindrada de 1997 cm³, con un diámetro de 85 mm (3,35 pulgadas) y una carrera de 88 mm (3,46 pulgadas).
Se utilizó ampliamente en todo el Groupe PSA, incluidos los Citroën C4 y C5 y Peugeot 206, 307, 406 y 407. 
Una variante de inyección directa de gasolina, llamada EW10 D y comercializada como HPi, se utilizó brevemente en el Citroën C5 y Peugeot 406 a partir de 2001, pero fue descontinuado en 2003 debido a las bajas ventas. 
La variante EW10 J4S es una versión de alto rendimiento utilizada en el 206 RC, 307 RC y C4 VTS. La potencia se elevó a 177 CV (130 kilovatios), aunque las dos marcas francesas lo redondean a 180 CV (132 kilovatios) en publicidad. 
El EW10 A es una versión desarrollada del EW10 J4, que presenta una potencia y par de torsión algo mayores debido a la introducción de la sincronización de válvulas variables (VVT). El consumo de combustible también se reduce. La potencia es de 103 kW (140 caballos de vapor) a 6000 rpm y un par de 200 Nm a 4000 rpm. Citroën usualmente declara 143 CV (105 kilovatios) y Peugeot 140 CV (103 kilovatios) para el mismo motor de 103 kW (140 caballos de vapor).
Debido a la entrada en vigor de la normativa Euro 5, el EW10 se dejó de vender en Europa en 2011. Todos cuentan con una distribución DOHC 16 válvulas, inyección multipunto y catalizador.
| Versión  | Código interno | Relación de compresión | Potencia máxima                    | Par motor         | Alimentación                  | Normativa de anticontaminación | Usos |
| -------- | -------------- | ---------------------- | ---------------------------------- | ----------------- | ----------------------------- | ------------------------------ | --- |
| EW10 J4  | RFR            | 10.8:1                 | 135 CV (99 kilovatios) @ 6000 rpm  | 190 Nm @ 4100 rpm | Inyección multipunto          | Euro 2                         | Peugeot 206 Peugeot 406 |
| EW10 J4  | RFN            | 10.8:1                 | 136 CV (100 kilovatios) @ 6000 rpm | 190 Nm @ 4100 rpm | Inyección multipunto          | Euro 3                         | Peugeot 206 Peugeot 307 Peugeot 406 Peugeot 407 Peugeot 607 Peugeot 806 Peugeot 807 Peugeot Expert Citroën C4 Citroën C5 Citroën C8 Citroën Evasion Citroën Jumpy Fiat Ulysse Fiat Scudo Lancia Zeta Lancia Phedra |
| EW10 D   | RLZ            | 11.4:1                 | 140 CV (103 kilovatios) @ 6000 rpm | 192 Nm @ 4000 rpm | Inyección directa, multipunto | Euro 3                         | Peugeot 406 HPi Citroën C5 HPi |
| EW10 A   | RFJ            | 11.0:1                 | 140 CV (103 kilovatios) @ 6000 rpm | 200 Nm @ 4000 rpm | Inyección multipunto          | Euro 4                         | Peugeot 307 Peugeot 407 Peugeot 807 Peugeot Expert Citroën C4 Citroën C5 Citroën C8 Citroën Jumpy |
| EW10 J4S | RFK            | 11.0:1                 | 177 CV (130 kilovatios) @ 7000 rpm | 202 Nm @ 4750 rpm | Inyección multipunto          | Euro 3, Euro 4                 | Peugeot 206 RC Peugeot 307 RC Citroën C4 VTS |

### EW12
El EW12 tiene una cilindrada de 2231 cm³, con un diámetro de 86 mm (3,39 pulgadas) y una carrera de 96 mm (3,78 pulgadas).
El EW12 se introdujo en el mercado con la finalidad de sustituir las versiones con turbo de baja presión del motor XU (XU10 J2TE).
Citroën solo lo usa en el C8, mientras que Peugeot, que tiene una imagen más deportiva, lo usa en el 406 y el 406 Coupé, en el 407, en el modelo ejecutivo 607 y en el 807.
Debido a la entrada en vigor de la normativa Euro 5, el EW12 se dejó de vender en Europa en 2011. La versión EW12 J4 tiene una relación de compresión de 10.8:1, alimentación vía inyección multipunto y catalizador.
| Versión | Código interno | Distribución     | Potencia máxima                    | Par motor         | Normativa de anticontaminación | Usos                                                       |
| ------- | -------------- | ---------------- | ---------------------------------- | ----------------- | ------------------------------ | ---------------------------------------------------------- |
| EW12 J4 | 3FZ            | DOHC 16 válvulas | 158 CV (116 kilovatios) @ 5650 rpm | 217 Nm @ 3900 rpm | Euro 3                         | Peugeot 406 Peugeot 407 Peugeot 607 Peugeot 807 Citroën C8 |
| EW12 J4 | 3FY            | DOHC 16 válvulas | 163 CV (120 kilovatios) @ 5875 rpm | 220 Nm @ 4150 rpm | Euro 4                         | Peugeot 407 Peugeot 607                                    |

## DW (versiones diésel)

### DW8
El DW8 tiene una cilindrada de 1868 cm³, con un diámetro de 82,2 mm (3,24 pulgadas) y una carrera de 88 mm (3,46 pulgadas).
El DW8 es una evolución del XUD9 y es el único motor diésel de la familia DW que no cuenta con un turbocompresor o con inyección directa common-rail. 
Se utiliza principalmente en furgonetas como la Citroën Berlingo, las últimas unidades de la Citroën C15 (recortado electrónicamente a 60 CV por insuficiente refrigeración) y Peugeot Partner, pero también se puede encontrar en versiones más asequibles de Peugeot 206 y 306. 
El DW8 cuenta con inyección indirecta, catalizador y finalizó su producción en 2007, ya que no cumple las normativa de emisiones Euro 4, siendo un motor Euro 2 y Euro 3.
| Versión | Código interno | Distribución    | Relación de compresión | Potencia máxima                  | Par motor         | Usos |
| ------- | -------------- | --------------- | ---------------------- | -------------------------------- | ----------------- | --- |
| DW8     | WJY, WJZ       | SOHC 8 válvulas | 23.0:1                 | 70 CV (51 kilovatios) @ 4600 rpm | 125 Nm @ 2500 rpm | Peugeot 206 Peugeot 306 Peugeot Partner Peugeot Expert Citroën Berlingo Citroën C15 Citroën Jumpy Citroën Xsara Fiat Scudo Toyota Corolla |

### DW10
El 2.0 L DW10 fue el primer motor diésel del Groupe PSA en contar con inyección directa common rail  y recibió la designación comercial HDi. Reemplazó al XUD9 en 1999. Inicialmente estaba disponible con inyección Bosch, 90 CV (66 kilovatios), dos válvulas por cilindro y un turbo de geometría fija y sin intercooler. Un intercooler fue añadido ese mismo año, aumentando la potencia a 109 CV (80 kilovatios).
Como sustituto del XUD9 de 1.9 litros, se destinó inicialmente a modelos medianos, como el Citroën Xsara, el Xantia, el Peugeot 306, 406 y el 206. Pronto se extendió a través del rango de PSA, como los LCV, mientras que una versión de 16 válvulas (RHW) e inyección Bosch, con 109 CV (80 kilovatios), se utilizó en los grandes MPV construidos en asociación con Fiat. Suzuki utilizó el EW10 en el Vitara y en el Grand Vitara. Las camionetas comerciales basadas en Eurovan, Citroën Jumpy, Peugeot Expert y Fiat Scudo, estaban disponibles con el motor DW10 BTED de 94 CV, que es esencialmente una versión con culata de 8 válvulas del RHW de inyección Bosch empleado en los monovolúmenes
El DW10 se utilizó como base para la nueva familia de motores diésel desarrollados conjuntamente con Ford, y se utiliza en los modelos Focus, C-Max y Volvo C30 / S40 / V50, además de varios modelos de pasajeros de Citroën y Peugeot. 
La segunda generación incorporó 16 válvulas, un nuevo sistema de inyección common rail Siemens y turbocompresor de geometría variable ofreciendo 136 CV (100 kilovatios) en la versión BTED4 (RHR). Estaba equipado con una transmisión manual de seis velocidades o transmisión automática de seis velocidades (desde el verano de 2006 en adelante).
Debido a la entrada en vigor de la normativa Euro 5, el DW10 se dejó de vender en Europa en 2011 a excepción de las versiones DW10 B y DW10 C que si cumplían la normativa Euro 5. Cuenta con catalizador.
| Versión    | Código interno | Distribución     | Relación de compresión | Potencia máxima                    | Par motor         | Alimentación                                       | Normativa de anticontaminación | Usos |
| ---------- | -------------- | ---------------- | ---------------------- | ---------------------------------- | ----------------- | -------------------------------------------------- | ------------------------------ | --- |
| DW10 UTD   | RHV            | SOHC 8 válvulas  | 17.6:1                 | 84 CV (62 kilovatios) @ 4000 rpm   | 192 Nm @ 1900 rpm | Inyección directa, common-rail, turbo              | Euro 3                         | Peugeot Boxer Citroën Jumper Fiat Ducato |
| DW10 UTD   | RHY            | SOHC 8 válvulas  | 18.0:1                 | 90 CV (66 kilovatios) @ 4000 rpm   | 205 Nm @ 1900 rpm | Inyección directa, common-rail, turbo              | Euro 2                         | Peugeot 206 Peugeot 306 Peugeot 307 Peugeot 406 Peugeot Partner Citroën C5 Citroën Berlingo Citroën Xantia Citroën Xsara                                                                                   |
| DW10 UTD   | RHX            | SOHC 8 válvulas  | 18.0:1                 | 94 CV (69 kilovatios) @ 4000 rpm   | 215 Nm @ 1750 rpm | Inyección directa, common-rail, turbo, intercooler | Euro 3                         | Peugeot Expert Citroën Jumpy Fiat Scudo |
| DW10 ATED  | RHZ            | SOHC 8 válvulas  | 18.0:1                 | 109 CV (80 kilovatios) @ 4000 rpm  | 250 Nm @ 1750 rpm | Inyección directa, common-rail, turbo, intercooler | Euro 2                         | Peugeot 406 Peugeot 607 Peugeot 806 Peugeot Expert Citroën C5 Citroën Evasion Citroën Jumpy Citroën Xantia Citroën Xsara Fiat Ulysse Fiat Scudo Lancia Zeta Suzuki Grand Vitara                            |
| DW10 ATED  | RHS            | SOHC 8 válvulas  | 18.0:1                 | 107 CV (79 kilovatios) @ 4000 rpm  | 250 Nm @ 1750 rpm | Inyección directa, common-rail, turbo, intercooler | Euro 3                         | Peugeot 307 Peugeot 406 Peugeot 607 Citroën C5 |
| DW10 ATED4 | RHM            | DOHC 16 válvulas | 18.0:1                 | 107 CV (79 kilovatios) @ 4000 rpm  | 270 Nm @ 1750 rpm | Inyección directa, common-rail, turbo, intercooler |                                | Peugeot 807 Citroën C8 Lancia Phedra Fiat Ulysse |
| DW10 ATED4 | RHW            | DOHC 16 válvulas | 18.0:1                 | 109 CV (80 kilovatios) @ 4000 rpm  | 270 Nm @ 1750 rpm | Inyección directa, common-rail, turbo, intercooler | Euro 3                         | Peugeot 806 Peugeot 807 Citroën C8 Citroën Evasion Citroën Jumpy Fiat Ulysse Fiat Scudo Lancia Phedra Lancia Zeta Suzuki Grand Vitara                                                                      |
| DW10 BTED4 | RHK            | DOHC 16 válvulas | 17.6:1                 | 120 CV (88 kilovatios) @ 4000 rpm  | 300 Nm @ 2000 rpm | Inyección directa, common-rail, turbo, intercooler | Euro 4                         | Peugeot 807 Peugeot Expert Citroën C8 Citroën Jumpy Fiat Ulysse Fiat Scudo Lancia Phedra |
| DW10 TED4  | RHR            | DOHC 16 válvulas | 17.6:1                 | 136 CV (100 kilovatios) @ 4000 rpm | 320 Nm @ 2000 rpm | Inyección directa, common-rail, turbo, intercooler | Euro 4                         | Peugeot 307 Peugeot 308 Peugeot 407 Peugeot 607 Peugeot 807 Citroën C4 Citroën C5 Citroën C8 Fiat Ulysse Fiat Scudo Lancia Phedra Ford Focus Ford C-Max Ford Kuga Volvo S40 Volvo V50 Volvo V70 Volvo S80  |
| DW10 B     | RHF            | DOHC 16 válvulas | 17.6:1                 | 140 CV (103 kilovatios) @ 4000 rpm | 320 Nm @ 2000 rpm | Inyección directa, common-rail, turbo, intercooler | Euro 4                         | Peugeot 308 Peugeot 3008 Peugeot 407 Peugeot 508 Peugeot 5008 Citroën C4 Citroën C5 Ford Focus Ford C-Max Ford Kuga Ford Galaxy Ford Mondeo Ford S-Max                                                     |
| DW10 C     | RHH            | DOHC 16 válvulas | 16.0:1                 | 163 CV (120 kilovatios) @ 3750 rpm | 340 Nm @ 2000 rpm | Inyección directa, common-rail, turbo, intercooler | Euro 5                         | Peugeot 3008 Peugeot 407 Peugeot 508 Peugeot 5008 Peugeot Expert Citroën C4 Citroën C5 Citroën C8 Citroën DS4 Citroën DS5 Citroën Jumpy Ford Focus Ford C-Max Ford Kuga Ford Galaxy Ford Mondeo Ford S-Max |
| DW10 D     | RHE            | DOHC 16 válvulas | 16.0:1                 | 150 CV (110 kilovatios) @ 3750 rpm | 340 Nm @ 2000 rpm | Inyección directa, common-rail, turbo, intercooler | Euro 5                         | Peugeot 3008 Peugeot 5008 Citroën C4 Citroën DS5 |

### DW12
El DW12 tiene una cilindrada de 2179 cm³, con un diámetro de 85 mm (3,35 pulgadas) y una carrera de 96 mm (3,78 pulgadas).
A diferencia de los diseños iniciales del DW10, estaba equipado con 16 válvulas desde el principio e hizo su debut en el 2000 en el Citroën C5, en el Peugeot 406, en el Peugeot 406 Coupé y en el Peugeot 607, y solo se usó en los modelos más grandes.
En 2006 apareció una versión biturbo con una potencia de 170 CV (125 kilovatios).
Land Rover usó este motor en el Freelander 2 donde produce 160CV. Este es el único uso actual de Ford para este motor, que se espera que alimente a las siguientes generaciones tanto del Mondeo como del Jaguar X-Type. Un motor diferente de 2.2L, el ZSD-422 de Ford con un desplazamiento de 2198 cc, se usa en la gama de furgonetas Peugeot LCV.
Debido a la entrada en vigor de la normativa Euro 5, el DW12 se dejó de fabricar en 2011 a excepción del DW12 CTED4 que cumplía la normativa Euro 5. Todos cuentan con catalizador.
| Versión    | Código interno | Distribución     | Relación de compresión | Potencia máxima                    | Par motor         | Alimentación                                       | Normativa de anticontaminación | Usos                                                                                           |
| ---------- | -------------- | ---------------- | ---------------------- | ---------------------------------- | ----------------- | -------------------------------------------------- | ------------------------------ | ---------------------------------------------------------------------------------------------- |
| DW12 UTED  | 4HY            | SOHC 8 válvulas  | 18.0:1                 | 100 CV (74 kilovatios) @ 4000 rpm  | 240 Nm @ 1900 rpm | Inyección directa, common-rail, turbo              | Euro 3                         | Peugeot Boxer Citroën Jumper                                                                   |
| DW12 TED4  | 4HW            | DOHC 16 válvulas | 18.0:1                 | 128 CV (94 kilovatios) @ 4000 rpm  | 314 Nm @ 2000 rpm | Inyección directa, common-rail, turbo, intercooler | Euro 3                         | Peugeot 807 Citroën C8 Fiat Ulysse Lancia Phedra                                               |
| DW12 TED4  | 4HX            | DOHC 16 válvulas | 18.0:1                 | 133 CV (98 kilovatios) @ 4000 rpm  | 314 Nm @ 2000 rpm | Inyección directa, common-rail, turbo, intercooler | Euro 3                         | Peugeot 406 Peugeot 607 Citroën C5                                                             |
| DW12 BTED4 | 4HT            | DOHC 16 válvulas | 16.6:1                 | 170 CV (125 kilovatios) @ 4000 rpm | 370 Nm @ 1750 rpm | Inyección directa, common-rail, turbo, intercooler | Euro 4                         | Peugeot 407 Peugeot 607 Peugeot 807 Citroën C5 Citroën C6 Citroën C8 Fiat Ulysse Lancia Phedra |
| DW12 BTED4 |                | DOHC 16 válvulas | 16.6:1                 | 175 CV (129 kilovatios) @ 3500 rpm | 400 Nm @ 1750 rpm | Inyección directa, common-rail, turbo, intercooler | Euro 4                         | Ford Galaxy Ford Mondeo Ford S-Max Volvo XC90                                                  |
| DW12 CTED4 |                | DOHC 16 válvulas | 15.8:1                 | 204 CV (150 kilovatios) @ 3500 rpm | 450 Nm @ 2000 rpm | Inyección directa, common-rail, turbo, intercooler | Euro 5                         | Peugeot 508 Citroën C5 Ford Galaxy Ford Mondeo Ford S-Max                                      |